# Paractaenum
Paractaenum là một chi thực vật có hoa trong họ Hòa thảo (Poaceae).

## Loài
Chi Paractaenum gồm các loài: